# Judge Rinder's Crime Stories
Judge Rinder's Crime Stories (engelsk originaltitel: Judge Rinder's Crime Stories) är en engelsk dokumentärserie där varje avsnitt handlar om ett brott som rekonstrueras med hjälp av intervjuer med offrets familj, vittnen och polis som deltog i att utredda fallet.
Programmet har spelats in sedan 2016. Serien distribueras och sänds av ITV. I Sverige sänds serien på Investigation Discovery.